# Zaczaruj mnie ostatni raz
Zaczaruj mnie ostatni raz – drugi singel promujący pierwszy album studyjny polskiej piosenkarki Sashy Strunin pt. Sasha. Na płycie znalazła się również specjalna wersja utworu. Piosenka w 2010 została wykorzystana w serialu Pierwsza miłość.
Do „Zaczaruj mnie ostatni raz” nakręcony został teledysk, który ukazał się w listopadzie 2009. Wyreżyserował go Roman Przylipiak.
Piosenka zajęła 31. miejsce w plebiscycie radia RMF FM na Przebój roku 2009.

## Notowania
| Kraj   | Lista (2009–2010)                 | Najwyższa pozycja na liście |
| ------ | --------------------------------- | --------------------------- |
| Polska | Muzyczne Radio (TOP 30 PL)        | 6                           |
| Polska | Radio Zet (Liga Hitów)            | 18                          |
| Polska | Radio dla Ciebie (Extralista RDC) | 14                          |
| Polska | RMF FM (Poplista)                 | 2                           |